# 犬伏湧也
犬伏 湧也（いぬぶし ゆうや、1995年7月22日 - ）は、徳島県出身の競輪選手。日本競輪選手会徳島支部所属。ホームバンクは小松島競輪場。日本競輪選手養成所（以下、養成所）第119期生。
当初の師匠は阿竹智史（90期）であったが、のちに公式プロフィール上の師匠は小倉竜二（77期、阿竹の師匠）に変更されている。

## 来歴
徳島県北東部にある、板野郡北島町出身。競輪選手だった祖父（小林峰夫、期前）から競輪の道を勧められてはいたが、少年時代の犬伏は耳を貸さず、野球に没頭していた。
生光学園高校、駒澤大学と野球を続けるが、選手としての未来に限界を感じ、小倉竜二との出会いをきっかけに競輪選手を志す。大学を2年で中退して養成所113期、115期の入学試験を受けるが、いずれも不合格。一時は競輪選手への道を断念してジムのトレーナーとして働いていた。2020年、養成所3回目の受験で119期生として合格。在所中は最優秀技能賞を受賞したほか、在所成績1位で卒業。
2021年5月1日、静岡FI（ルーキーシリーズ）でデビュー、デビュー戦で初勝利を挙げたほか、同開催では3日間とも1着で初優勝（完全優勝）。その後、同年11月にはS級に特別昇級を果たす。2022年3月には119期ルーキーチャンピオンレースを優勝した。
2023年3月、大垣記念（GIII）で記念初優勝。単騎で豪快にカマし、2着の古性優作を5車身千切る圧勝だった。
2024年はＧⅢ2勝、競輪祭決勝2着の成績を残してS級1班の代表的存在となり、KEIRINグランプリ出場選考獲得賞金額は惜しくも10位だった為、KEIRINグランプリ2024では次点・補欠となった。のちに、2025年2月27日にS班であった北井佑季がドーピング違反によりS級S班を剥奪されたことにより、繰り上がりで同年4月1日付でS級S班に選出された。
なお、四国勢からのS級S班は18名時代の渡部哲男以来で17年振りとなる。また、徳島勢としては史上初のS級S班選手となる。

## 競走スタイル
記者、選手双方から「誰でも離れてしまう危険がある」と言われるダッシュ力を生かしたカマシ、捲りが武器。養成所では200メートルの記録会で在所トップの10秒51を計測している。2023年6月の大垣記念（GIII）では、番手を回ったS級S班の松浦悠士を千切った。この離れを相手ラインに利用されて負けるパターンもあるほか、ラインを連れこめなかった結果を謝罪をするコメントもよく見られる。
勝つ時は豪快な一方で、レースパターンが読まれやすく、カマシや捲りが不発になるレースも多い。加藤慎平は「レースの組み立てに柔軟性を欠くのが課題」とまとめている。